# Jerry Lee Lewis Keeps on Rockin'
Albums de Jerry Lee Lewis
Country Memories - Rock
(1976) Jerry Lee Lewis (1979)
Jerry Lee Lewis Keeps on Rockin' est un album de Jerry Lee Lewis, enregistré sous le label Mercury Records et sorti en 1978.

## Liste des chansons
| No  | Titre                                | Compositeur             | Durée |
| --- | ------------------------------------ | ----------------------- | ----- |
| 1.  | I'll Find It Where I Can             | Clark/Vanasdale         |       |
| 2.  | Don't Let the Stars Get in Your Eyes | Slim Willet             |       |
| 3.  | Sweet Little Sixteen                 | Chuck Berry             |       |
| 4.  | Last Cheaters Waltz                  | Sonny Throckmorton (en) |       |
| 5.  | Wild and Wooly Ways                  | Morrison/Rush           |       |
| 6.  | Blue Suede Shoes                     | Carl Perkins            |       |
| 7.  | I Hate You                           | Daniels/Penn            |       |
| 8.  | Arkansas Seesaw                      | Bacon/Cain              |       |
| 9.  | Lucille                              | Collins/Penniman        |       |
| 10. | Pee Wee's Place                      | Duke Faglier            |       |
| 11. | Before the Night Is Over             | Ben Peters              |       |

## Source de la traduction
- (en) Cet article est partiellement ou en totalité issu de l’article de Wikipédia en anglais intitulé « Jerry Lee Keeps Rockin' » (voir la liste des auteurs).